# UPS世界港

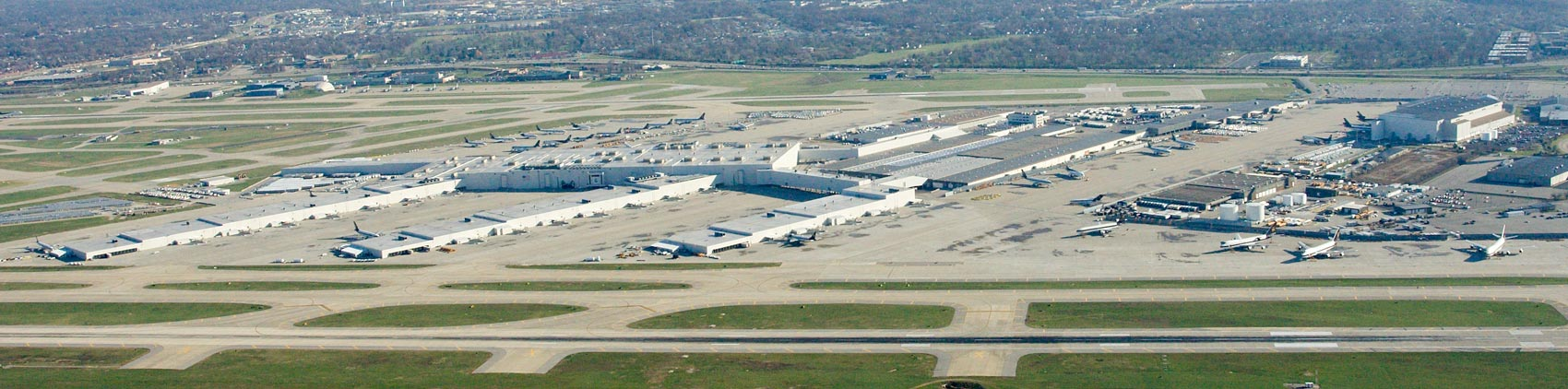
位于路易维尔国际机场的UPS世界港

UPS世界港（英文：Worldport）是联合包裹服务公司位于美国肯塔基州路易維爾國際機場的航空物流中转中心，也是UPS机队的航空基地。
自1980年起，UPS就在路易斯维尔设立了航空中转站。1995年，该公司提出了对此中转站的扩建计划，并从1999年开始着手扩建，这是当时该公司历史上最大的一笔投资。2002年9月27日，耗资11亿美元的世界港一期工程正式完工。2006年5月，UPS又开始了世界港的第二期工程建设，将再花费10亿美元在2010年之前对世界港进行扩建。
UPS世界港是目前全世界最大的物流中转中心：营运面积40万平方米，相当于80个美式橄榄球场地大小，拥有44个航站近机位。仅营业场地内的传送带就有1.7万个，总长达200公里。UPS世界港目前每小时可以处理30万4千的包裹，相当于每秒钟处理84个包裹，其数据库每小时操作近5900万次。预计2010年新一期扩建工程完工后，世界港将增加10万平方米的营运面积，并且将每小时处理包裹量提高到41万件。
2006年，UPS世界港大约有1万8千名雇员，使UPS成为肯塔基州最大的单一雇主。由于航空物流中转中心的主要运行时间是晚11点至早4点之间，所以UPS世界港的大部分工作都是提供给大学生的兼职或全职夜班岗位。UPS公司提供了名为Metropolitian College的学费支付计划，为在世界港做全职夜班工作的路易斯维尔大学和杰斐逊社区学院的学生支付全部学费。其近2万员工中有75%是学生。预计2010年，扩建后的UPS世界港可以增加1200个全职和3700个兼职就业机会。

## 参见

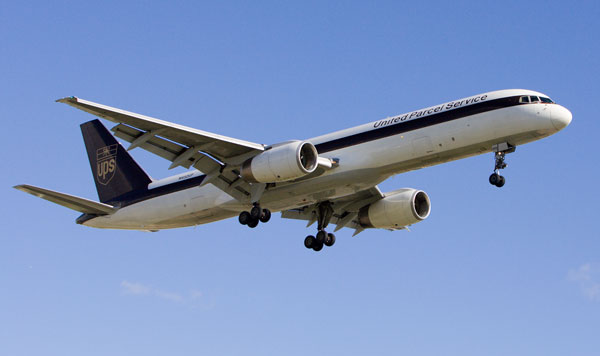
一架UPS舊塗裝的757貨機